# Ophiomitra partita
Ophiomitra partita är en ormstjärneart som beskrevs av Christian Frederik Lütken 1899. Ophiomitra partita ingår i släktet Ophiomitra och familjen knotterormstjärnor. Inga underarter finns listade i Catalogue of Life.